# Fotógrafo lambe-lambe

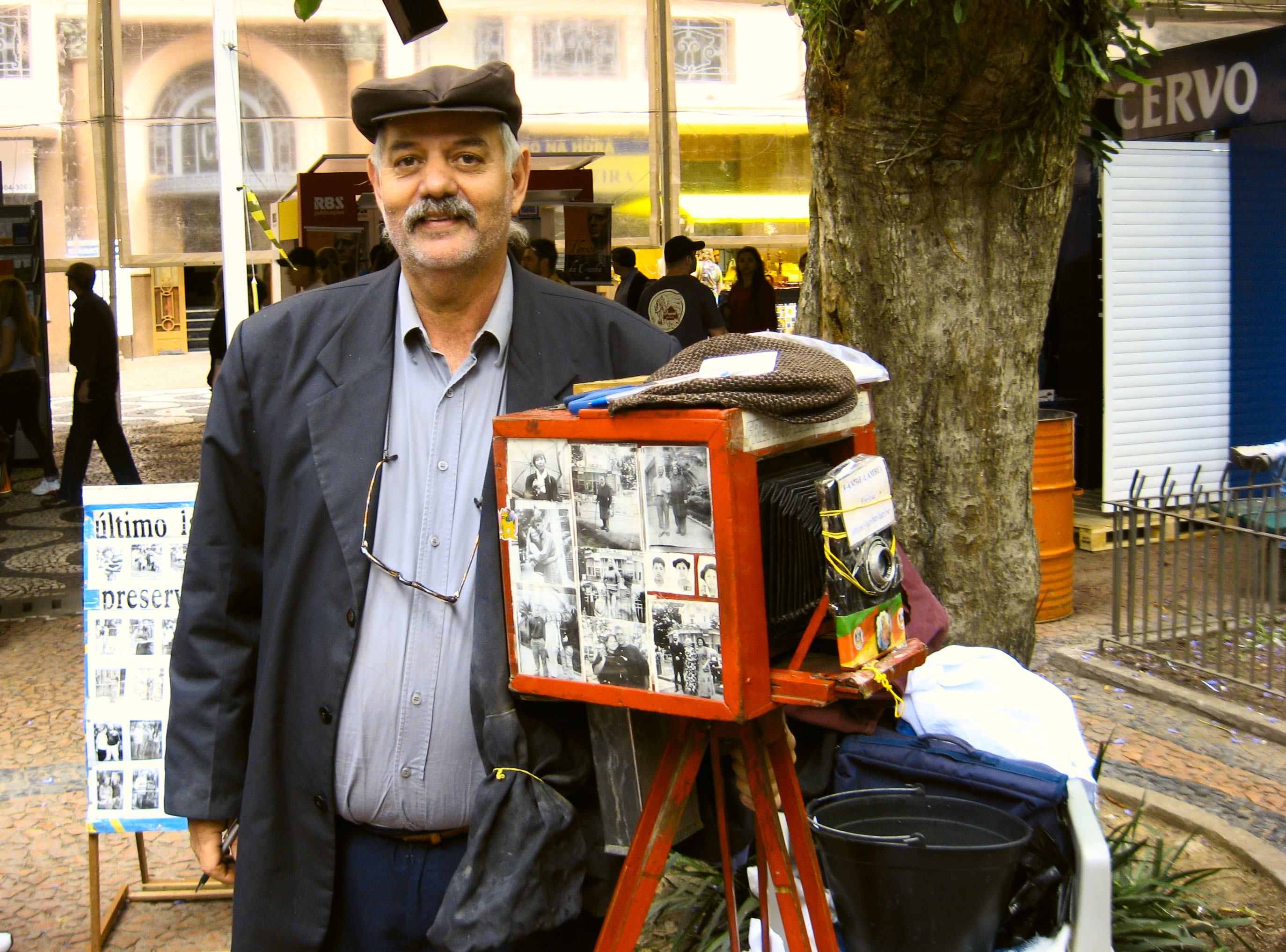
Fotógrafo Lambe-lambe em Porto Alegre.

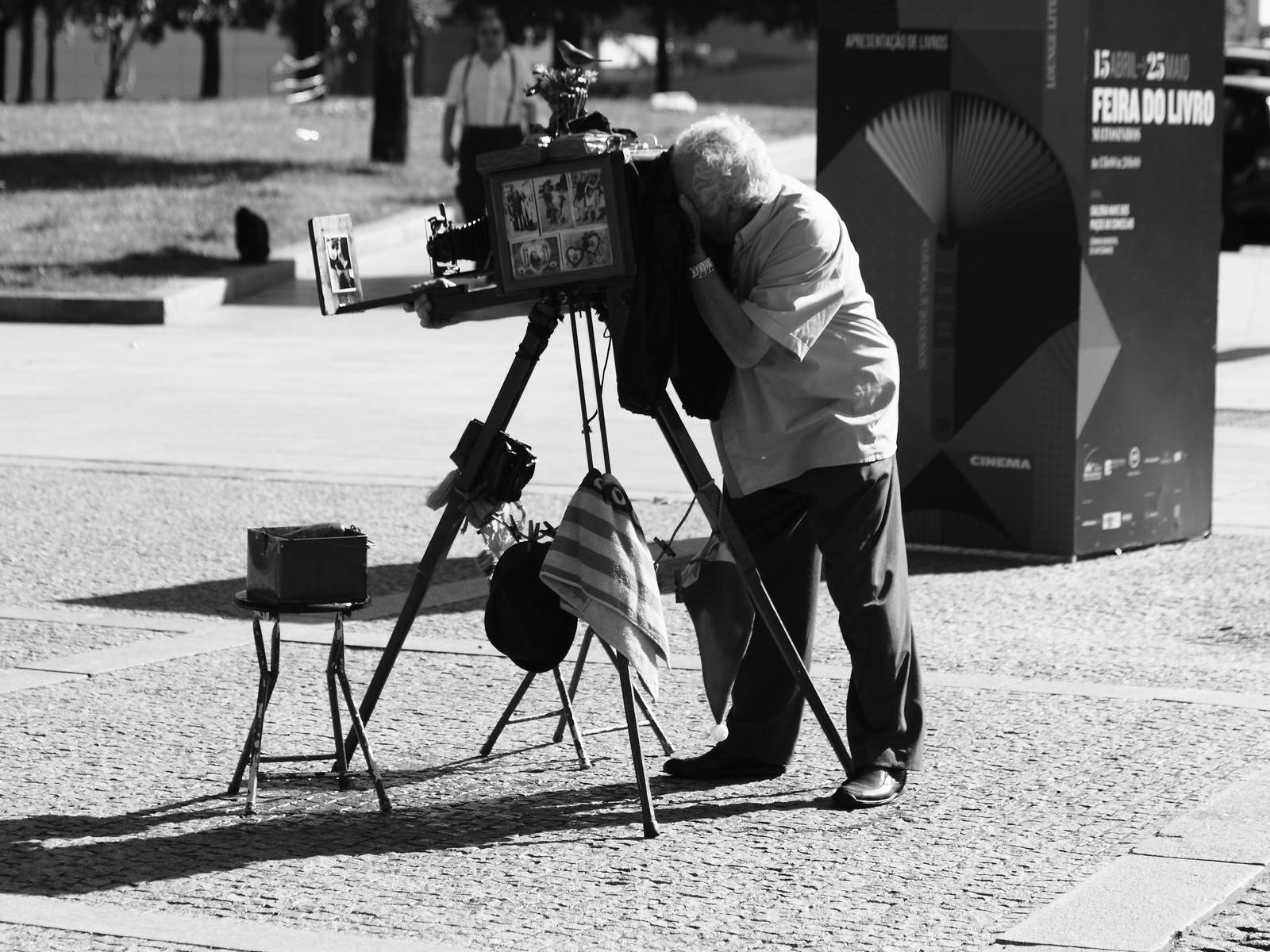
Um fotógrafo à la minute em Matosinhos (2010).

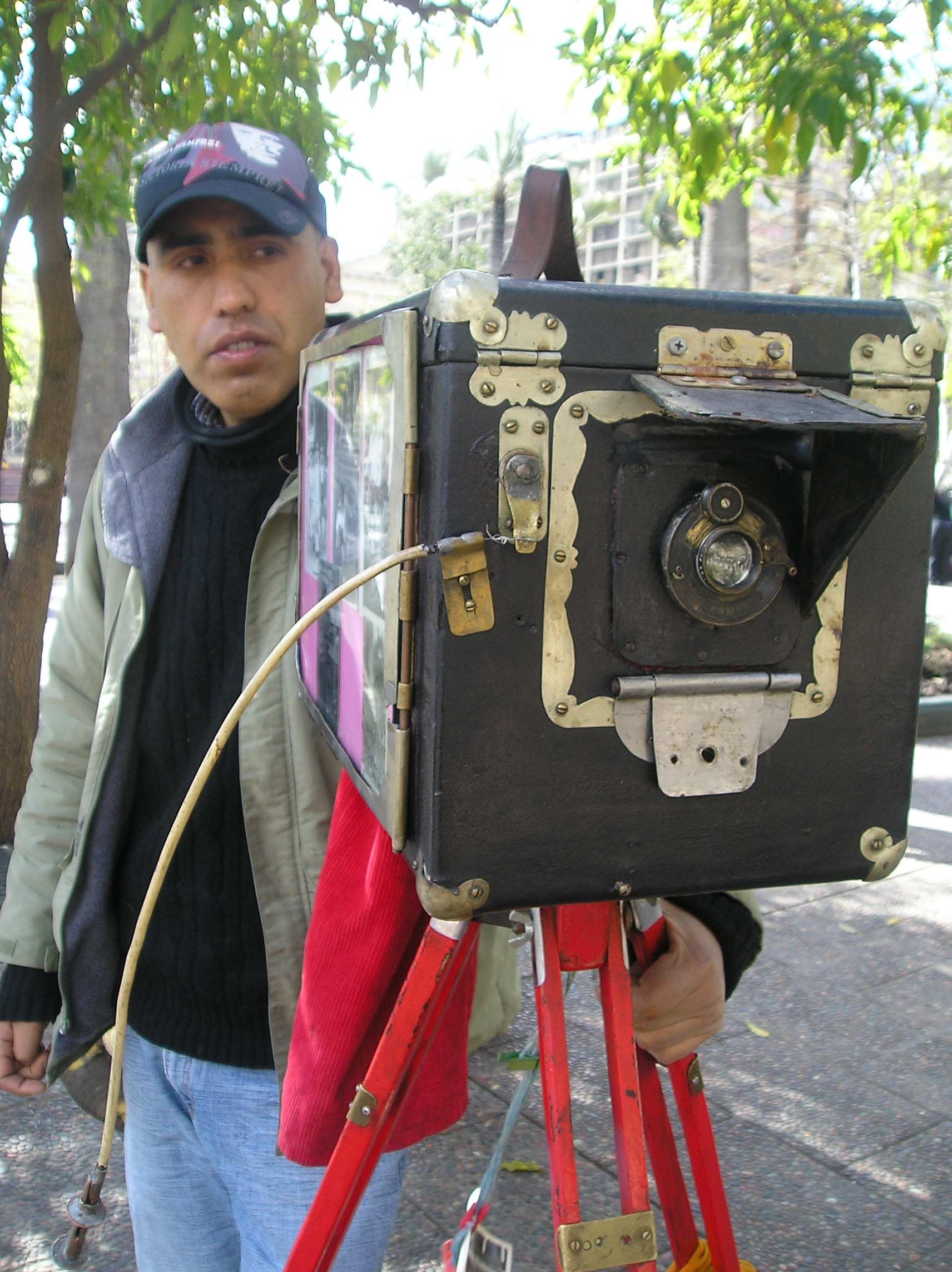
Um minutero em Santiago do Chile.

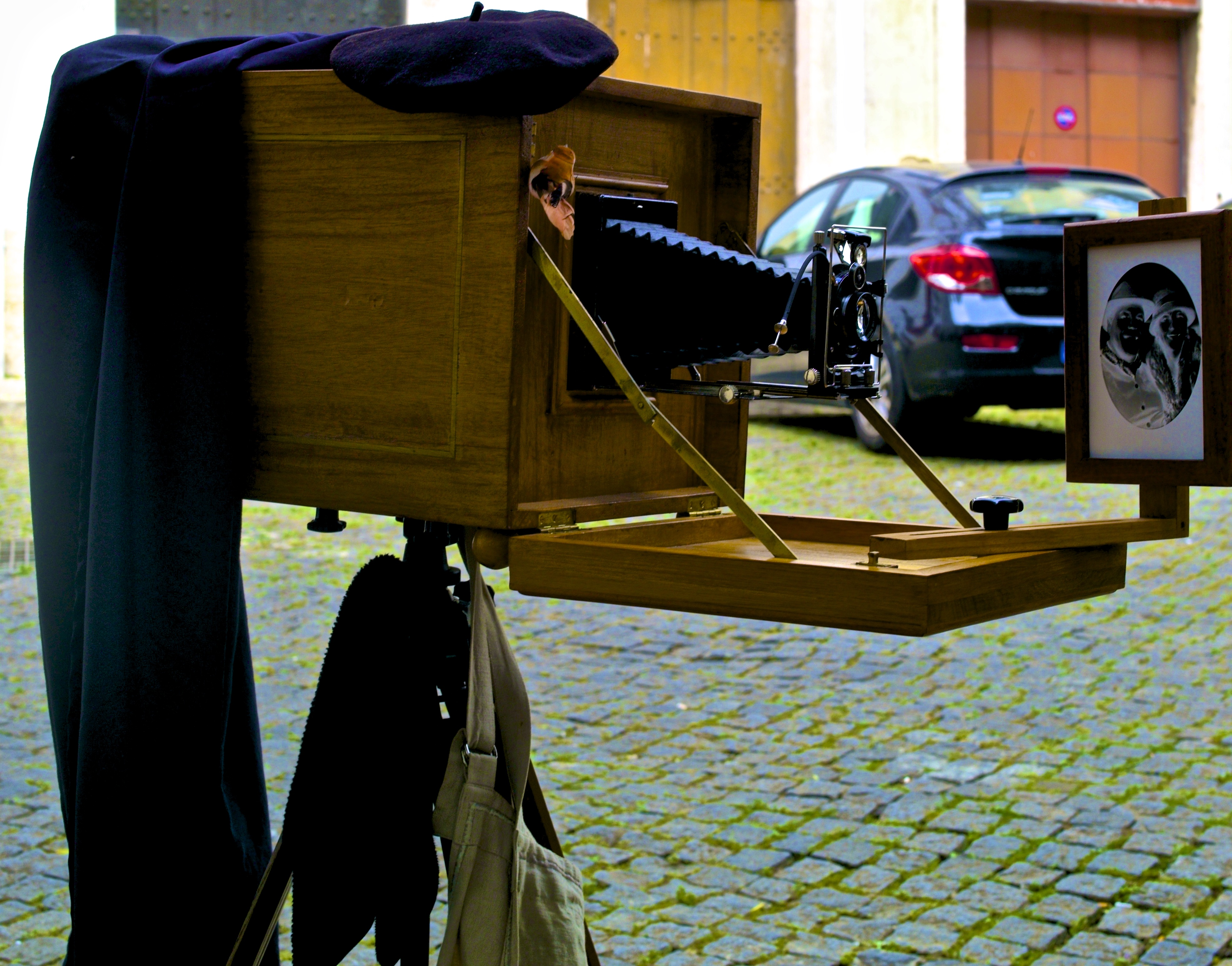
Équipamento

O fotógrafo Lambe-lambe (português brasileiro) ou fotógrafo à la minute (português europeu) é um fotógrafo ambulante que exerce a sua atividade nos espaços públicos como jardins, praças, feiras.
Presente a partir do século XIX nos espaços públicos, teve um papel importante na democratização da fotografia.
Segundo a pesquisadora Cássia Xavier a extinção dos fotógrafos, não ocorreu de forma homogênea, em cada estado e país ocorreu de forma diferente assim como o seu desenvolvimento está atrelado a cultura local de cada lugar. Nos anos 2000 ouve um retorno do uso da técnica e hoje temos a terceira geração de fotógrafos que utilizam a mesma técnica dos antigos em diversos países.

## Significado do termo (Brasil)
O termo "Lambe-lambe" é um apelido e pode estar ligado a técnica da câmera laboratório. Existem diferentes explicações para a origem do termo, cada fotógrafo pode dar uma explicação, o mais importante é entender que o apelido não era aceito pelos fotógrafos das primeiras gerações. E nos registros oficiais é possível encontrar outros nomes, como Fotógrafo de Jardim, Fotógrafo Ambulante ou apenas Fotógrafo. Em outros países ele recebe outros nomes como Minutero, Fotoaguita, Chasiretes, Fotógrafo à la minute e Instante Box Câmera.

## História
Os fotógrafos ambulantes surgiram nas primeiras décadas do século XX, trabalhando em praças e parques. Eram quase sempre procurados para registrarem momentos especiais, familiares ou para tirar retratos para documentos do tipo 3x4.
O surgimento da câmera instantânea Polaroid e das cabines de fotos automáticas Photomaton levaram ao seu desaparecimento gradual.

## A câmera Lambe-lambe
Conhecida como câmera laboratório ou câmera Lambe-lambe, pode ter sido feita de forma semi - industrial, mas em sua maioria foi feita pelas mãos do proprio fotógrafo.Uma caixa madeira com uma lente acoplada e recipientes de químico em seu interior. O uso do pano preto pode ser diferente em cada modelo, alguns tem apenas um braço de pano, para colocar a mão dentro da câmera. Alguns para colocar a cabeça e os braços. Em sua lateral poderia ter expostos os retratos como forma de mostruário do seu trabalho.

## Processo
Para se obter uma fotografia convencional são essenciais o processo de revelação, fixação e lavagem.
A revelação ocorre quando a película é submetida à solução alcalina capaz de transformar os sais de prata sensibilizados pela luz em prata metálica.
A fixação ocorre quando a película revelada é submetida a uma solução ácida de tiossulfato de sódio, agente que em contato com um sal de prata tende a formar um tiossulfato de prata, decompondo-se rapidamente em sulfeto de prata e ácido sulfúrico. Sem a fixação a vida útil de uma fotografia fica reduzida a poucos minutos.
Os tiossulfatos complexos de prata têm sabor doce; o tiossulfato de sódio é amargo; o tiossulfato de prata tem sabor metálico desagradável.
A fixação consiste na formação de complexos de tiossulfato solúveis, que serão eliminados durante a lavagem da fotografia. Se a fixação tiver sido completa, os sais doces solúveis serão eliminados facilmente na lavagem. Esse processo tornará o tempo de vida útil da fotografia indeterminado. Caso contrário, os sais amargos insolúveis bem como os de sabor metálico não poderão ser eliminados. Neste caso, a vida da fotografia estará seriamente comprometida.

## Patrimônio imaterial (Brasil - Espanha)

Fotógrafo lambe-lambe (década de 1960)

Em 2005, o Departamento Geral de Patrimônio Cultural do Rio de Janeiro concebe o registro da atividade do fotógrafo ambulante, atividade essa reconhecida como Patrimônio Imaterial Municipal do Rio de Janeiro. Em 2012, a Prefeitura Municipal de Belo Horizonte concluiu o processo de registro do ofício do fotógrafo Lambe-lambe como bem cultural imaterial. Utilizando os exemplos do Brasil em 2019 se torna Patrimonio Cultural Imaterial nas Ilhas Canárias na Espanha. Outras iniciativas foram feitas para titular o ofício dos Fotógrafos de Jardim, como a lei instituida no Município de Aparecida em São Paulo, o dia 20 de março como o "Dia Municipal em Memória aos Fotógrafos Lambe-lambes de Aparecida".[carece de fontes?]

## Na cultura popular
- No livro "Bem do Teu Tamanho" escrito por Ana Maria Machado e publicado em 1974, a personagem principal, Helena, mantém diálogo com um fotógrafo Lambe-lambe.[3][4]
- Uma das profissões do personagem Seu Madruga, do seriado Chaves é a de fotógrafo Lambe-lambe.